# Demián Flores
Demián Flores Cortés (Juchitán de Zaragoza, Oaxaca; 1971) Es un artista contemporáneo  mexicano que trabaja en diferentes medios de arte. Ha trabajado en artes gráficas, pintura, serigrafía y más trabajos que mezclan normalmente imágenes de su infancia en Juchitán con las imágenes relacionadas con la Ciudad de México moderna. También incluye la mezcla de imágenes de la cultura pop con el pasado icónico de México.  Mucho trabajo de Flores ha sido asociado con dos talleres artesanales encontrados en  Oaxaca llamado “La Curtiduría” y el taller “Gráfica Actual”. Este trabajo incluía eventos relacionados con el Conflicto magisterial de Oaxaca y la restauración de una iglesia del siglo XVIII. Su trabajo ha sido exhibido en el continente americano y Europa

## Vida
Demián Flores Cortés nació en Juchitán de Zaragoza, Oaxaca en 1971. Viene de una familia de comerciantes y su abuelo es dueño de una gran tienda departamental en el centro de la ciudad. Pasó gran parte de su niñez en esta tienda, fascinado por las imágenes de los catálogos. Cuando era niño, era muy serio, callado y observador, guardándose mucho a sí mismo, tanto que sus padres lo llevaron una vez al doctor porque pensaron que algo estaba mal. Su fascinación por las imágenes lo llevaron a estar ocupado dibujando durante horas.
Cuando tenía 13 años, su familia se movió a la Ciudad de México, viviendo primero en el barrio de la colonia Navarte y luego, en Villa Coapa. Juchitán es un centro comercial regional pero muy distinto, culturalmente, de la Ciudad de México, con su sociedad matriarcal (las mujeres tienen la mayoría del poder social y económico) y su aceptación de gays y transgenders. Él se hace llamar “Juchilango” que es una combinación de “Juchitán” y “chilango”, un término coloquial usado para alguien que es de la Ciudad de México. Dice que su sentido del humor vino luego en su vida como una manera de lidiar con contradicciones e ironías.

Recibió su título en Artes Visuales de la Escuela Nacional de Artes Plásticas, parte de la Universidad National Autónoma de México. Desde entonces, ha recibido entrenamiento en talleres y residencias en Europa y en los Estados Unidos.
Actualmente, vive en city of Oaxaca, pero también pasa un tiempo considerable en la Ciudad de México y mantiene un estudio en Juchitán.

## Carrera
Después de graduarse del colegio, se mudó a la ciudad de Oaxaca en 1996 para encontrar un taller y centro cultural. Encontró una vieja tannery in Jalatlaco,  un vecindario que fue famoso por su trabajo. La organización ubicada ahí se llamaba La Curtiduría y ha sido desde entonces el escenario de colaboraciones como “La Calavera Oaxaqueña”, un homenaje a José Guadalupe Posada y una reunión de artistas para expresar sus puntos de vista sobre elConflicto magisterial de Oaxaca. En el 2007, esta organización recibió ayuda de la fundación Alfredo Harp Helú para expandir su trabajo incluyendo residencias, programas educacionales y producción de exhibiciones de arte. Estas han incluido a un congreso de muchas artistas, la restauración de una iglesia del siglo XVIII y colaboraciones con Casa Lamm en la Ciudad de México. La Curtiduría es también una casa de publicaciones que ha publicado 2 catálogos del trabajo de Flores en el 2007:  “Aquí no pasa nada” y “stencilatinoAMERICA” . Él ha trabajado en ilustraciones para muchas de esas publicaciones.
El proyecto más grande que Demián hizo con Curtiduría fue la restauración de Santa Ana Zegache, ubicada cerca de la ciudad de Oaxaca,  trabajando en conjunto con Georgina Saldaña Wonchee y patrocinado por la fundación cultural Rodolfo Morales. 
Flores también convenció a muchos artistas para que donaran sus trabajos para que los vendieran y así recaudar dinero para la restauración en Zegache y convenció a algunos de sus amigos para participar directamente en el trabajo. El proyecto no solo incluía la restauración de muebles, arreglos y obras de arte a su condición original, también incluía la creación de nuevas obras de arte usando la iglesia como tema y el establecimiento de talleres de entrenamiento para guiar a la gente en el área de habilidades necesarias para el trabajo. Flores y otros artistas crearon nuevas obras de arte para la iglesia así como para la exhibición en “Casa Lamm” en la Ciudad de México. Algunos de estos trabajos incluían aquellos trabajos con hoja de oro y aquellos con restos de la restauración.
En 2008, Flores creó una nueva organización llamada “Taller Gráfica Actual” en la ciudad de Oaxaca. El propósito de esta organización es servir como un espacio experimental para medios gráficos tradicionales como la litografía, grabado y serigrafía pero con diseños contemporáneos. Los artistas afiliados con este taller han mostrado su trabajo en lugares como Florence, Italia y Nueva York y ha ofrecido talleres por personas como Francisco Castro Leñero y Luis Ricaurte. También ha colaborado con el Tamarind Institute en Nuevo México y Nopal Press en California, publicando libros relacionados con arte y gráficos.
Las principales exhibiciones individuales de su trabajo incluyen “Construcción de una nación” en el Instituto de Bellas Artes (2012), “Estucos” en Casa Lamm (2012), “Mix Teco Sound” en Galería Cero en Oaxaca (2012), “Estarcidos” en Galería Ginocchio (2011), “La Patria” en Galería en Talmart en París (2011), “Demián Flores en el Festival Río Loco” en Toulouse (2011), “Cómo ser Goleador” en varias partes de Sudamérica (2011), “VS” en el Centro de Formación de la Cooperación Española en La Antigua Guatemala (2010), “La Patria” en Casa Lamm(2010), “Epigrafía” en el Museo de Arte Moderno en la Ciudad de México (2010), “El Triunfo” en Galería Ethra (2010), “Talayi” en la Escuela de Béisbol en San Bartolo Coyotepec (exhibición permanente), “Aztlán” en el Museo de Arte Carrillo Gil y el Instituto de Artes Gráficas de Oaxaca(2009), “Zegache” en Galería Drexel en Monterrey y Casa Lamm en la Ciudad de México (2009), “Juchilango” en Casa Lamm (2008), “Bidxaá” en Galería Manuel García en Oaxaca (2007), “Pinturas” en Galería Hilario Galguera en México City (2007), “Arena México” en el Museo de la Ciudad de México y otros (2006), “Match Dual Presence” en la Universidad Autónoma de Baja California -CECUT en Tijuana y Fisher Gallery USC (2006), “Defensa Personal” en Galería Drexel de Monterrey (2005), “Novena” en el parque de baseball Eduardo Vasconcelos en Oaxaca (2004), “Lulú” en el Canvas International Art en Ámsterdam (2004),  “Playbol!” en Casa Lamm (2004), “Monte Albán”  en Casa Lamm (2001), “Cambio de piel” en la Galería Quetzalli en Oaxaca, “Arena Oaxaca”  en el Instituto de Artes Gráficas (2000), “Sedimento” en Casa Lamm (1999), “Resistencia Florida” en Casa de las Américas, Havana (1999).
Algunos de sus trabajos incluyen Demián Flores Dibujos/Drawings (2012), El Triunfo (2010), Gráfica Popular de Lucha Libre (2010), Villancicios de Santo Niño de las Quemaduras (2009), Cómo ser Goleador (2009), Zoobituario (2009), Aztlán (2008), La Patria (2008).
Una de las exposiciones permanentes de Flores es llamada Talavi, un grupo de piezas creadas para la inauguración de la academia de béisbol de Alfredo Harp Helú en San Bartolo Coyotepec in 2009. Todos los trabajos tienen como tema el béisbol.
Participó en el Primer Encuentro de Gráfica y Escritura llamado “Libre tiraje,” una conferencia dedicada al diálogo y la reflexión en las artes gráficas. Esto fue parte de XXIX Feria Internacional del Libre in 2009 en Oaxaca.
Algunas residencias incluyen Cité Internacionale de Arts, Paris (2002), London Print Studio (2004), Jóvenes Creadores-FONCA (1995 and 1999), the Pollock-Krasner Foundation (2006), Fomento a Proyectos y Coinversiones Culturales for para un proyecto llamado la Gráfica como práctica Artística Contemporánea (2009) y desde 2010, ha sido miembro del Sistema Nacional de Creadores de Arte.
Algunos de los premios que ganó son “La Joven Estampa” de la Casa de las Américas en Havana (1995), el Mex-Am Foundation/Vermont Studio Center (1999), XX Encuentro Nacional de Arte Joven and I Bienial Nacional de Estampa Rufino Tamayo, Oaxaca (2000).

## Estilo
Flores es uno de los más conocidos artistas contemporáneos de México envuelto en muchas disciplinas como pintura, artes gráficas, dibujo, serigrafía, video y otros objetos de arte como un carro modificado. En 2012, él colaboró con Uriarte Talavera para crear piezas de cerámica para una exhibición llamada “Cinco de Mayo de 1862” in honor a la Batalla de Puebla.
Él dice que su trabajo está enfocado a la realidad del México contemporáneo aunque mucha de su formación como artista fue influenciada por la tradición artística de Francisco Toledo. Sus pinturas tienen una calidad tal, que parecen sueños y son mezclas del pasado y del presente de México como lo es el dios Quetzalcoatl, guerreros prehispánicos, figuras de fertilidad femenina, pirámides, Benito Juárez y personajes de historietas.
Frecuentemente se apropia de imágenes de la cultura pop, especialmente béisbol y lucha libre,  pero también de Superman, Popeye, Bugs Bunny, Memín Pinguín, jugadores de fútbol y de los “prizefighters”. En serigrafía llamado “Tributos de Guerra” guerrero indígena elaboradamente adornado tiene la cabeza de Elmer Fudd en una lanza.
Demián dice que mucho de la yuxtaposición viene de su educación, primero en su tradicional Juchitán y después en la Ciudad de México, ambas influyeron en su identidad. Un ejemplo de esta identidad combinada son los trabajos y exhibiciones que tienen mezclados varios deportes que él jugó, desde béisbol y Talavi en Juchitán, hasta fútbol y un juego llamado bolillo en la Ciudad de México. Sus antecedentes mezclados le permiten moverse fluidamente como un artista entre imágenes que son prehispánicas y modernas, rurales y urbanas, indígenas y de cultura pop. Uno de sus objetivos es el rescate y la reinterpretación de las tradiciones Zapotec para hacerlas más contemporáneas.
Como alguien del estado de Oaxaca, el levantamiento en el 2006 lo inspiró a crear obras como “Welcome to Oaxaca” en la que trabajo en colaboración con cinco artistas de grafiti utilizando estarcido y pintura en aerosol para crear un fondo que se ve como una sección de la pared de una ciudad. Sobre esto, incluye imágenes del gobernador de Oaxaca Ulises Ruiz Ortiz. Flores cree que los eventos del 2006 han hecho cambios en el arte de la comunidad de Oaxaca, con rupturas con los estilos de pintura tradicionales de Oaxaca establecidos por Rodolfo Morales y Francisco Toledo. Sin embargo, esta división ha sido en dos direcciones, una hacia el arte con propósitos comerciales y otras hacia los mensajes sociales y políticos.